# Kovář z Podlesí
Kovář z Podlesí je česko-slovenský film Pavla Göbla z roku 2013. Jedná se o filmovou pohádku, ve které společně s herci hrají loutky a animované postavy.
Film v roce 2013 v českých kinech vidělo 50 547 diváků.

## Děj
Podlesí je malá vesnička, kterou se před lety přehnala válka s Turkem. Dobré houbové víly byly tehdy požádány o pomoc, ale protože vykonaly dobro i zlo zároveň, byly potrestány a staly se z ních houbové baby. A na Podlesí za to padla kletba. Teď přišel čas vše napravit, ale ve vsi se objevil Drak. A tak zatímco se Toník snaží zachránit svou milou Bětku ze spárů zlých víl, jeho strýc Kovář se, se svými zaměstnanci Veverkou a Křečkem, vypraví na Draka. Hlavní myšlenkou pohádky je, že se zlem nelze bojovat hrubou silou, ale naopak – rozumem, srdcem a odvahou. Kovář z Podlesí má poklidné tempo klasických pohádek a bez zbytečného spěchu vypráví příběh, ve kterém jde, jako v každé pohádce, o souboj dobra a zla. A protože je to „pohádka, ve které je všechno tak trochu jinak“ není ani dobro a zlo až tak úplně jednoznačné, a stejně jako děj filmu, je i jeho závěr nečekaný a originální.

## Výroba
Film byl natáčen ve Valašském muzeu v přírodě, v okolí Prahy a v jeskyních u Velenic. Drak vystupující ve filmu je kompletně animovaný v počítači, návrh vytvořil František Antonín Skála. Ve filmu je přes 380 triků.

## Hudba
Hudbu k filmu složil hudební skladatel Antonín Veselka, který komponoval hudbu také k jiným Göblovým filmům. Některé motivy hudby vycházejí z písniček od Jethro Tull – Thick as a Brick, Wond'ring Aloud a Living In The Past. Hudbu nahrával FISYO ve studiu České televize.
Závěrečná titulková píseň se jmenuje Čočka a hrách, složili ji Peter Binder s Robertem Nebřenským. Nazpívali ji Boleslav Polívka, Vratislav Brabenec, Robert Nebřenský a Petr Lněnička. Doprovod nahrál Filmový symfonický orchestr s dirigentem Janem Svejkovským.

## Obsazení
| Boleslav Polívka     | kovář                    |
| Josef Somr           | starosta                 |
| Jiří Pecha           | farář                    |
| Ivana Chýlková       | víla Bedla               |
| Iveta Dušková        | víla Pýchavka            |
| Szidi Tobias         | víla Mochomůrka          |
| Barbora Seidlová     | paní víl                 |
| Gregor Bauer         | Toník                    |
| Valerie Šámalová     | Bětka                    |
| Rostislav Novák      | syn knížecího správce    |
| Ivana Uhlířová       | uhlířka                  |
| Filip Dvořák         | Lojzík                   |
| Milan Markovič       | knížecí správce          |
| Vratislav Brabenec   | hospodský / dabing draka |
| Božidara Turzonovová | kramářka                 |

## Premiéra
Novinářská projekce s tiskovou konferencí byla 29.4.2013. Premiéra filmu byla 16.05.2013.

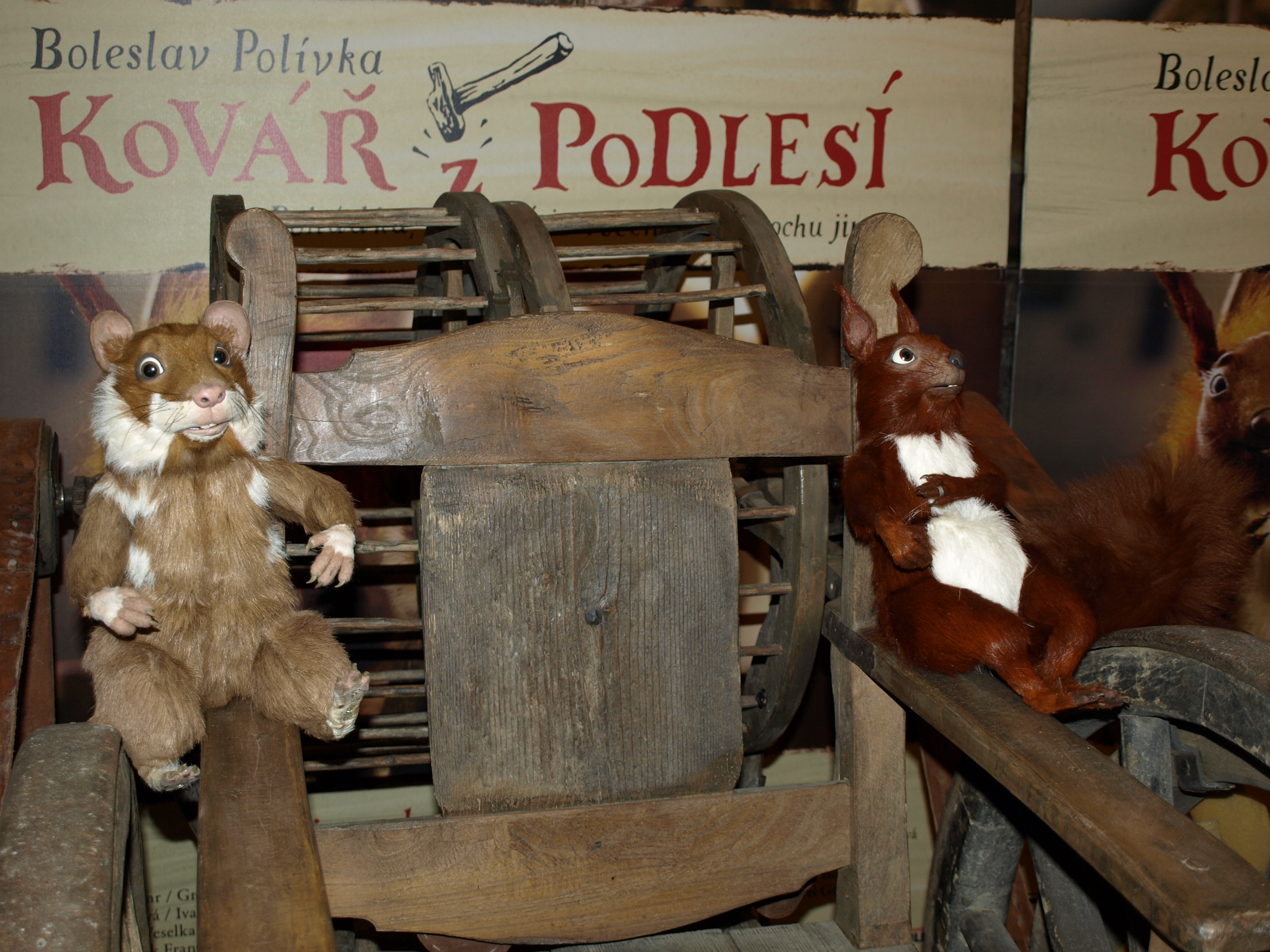
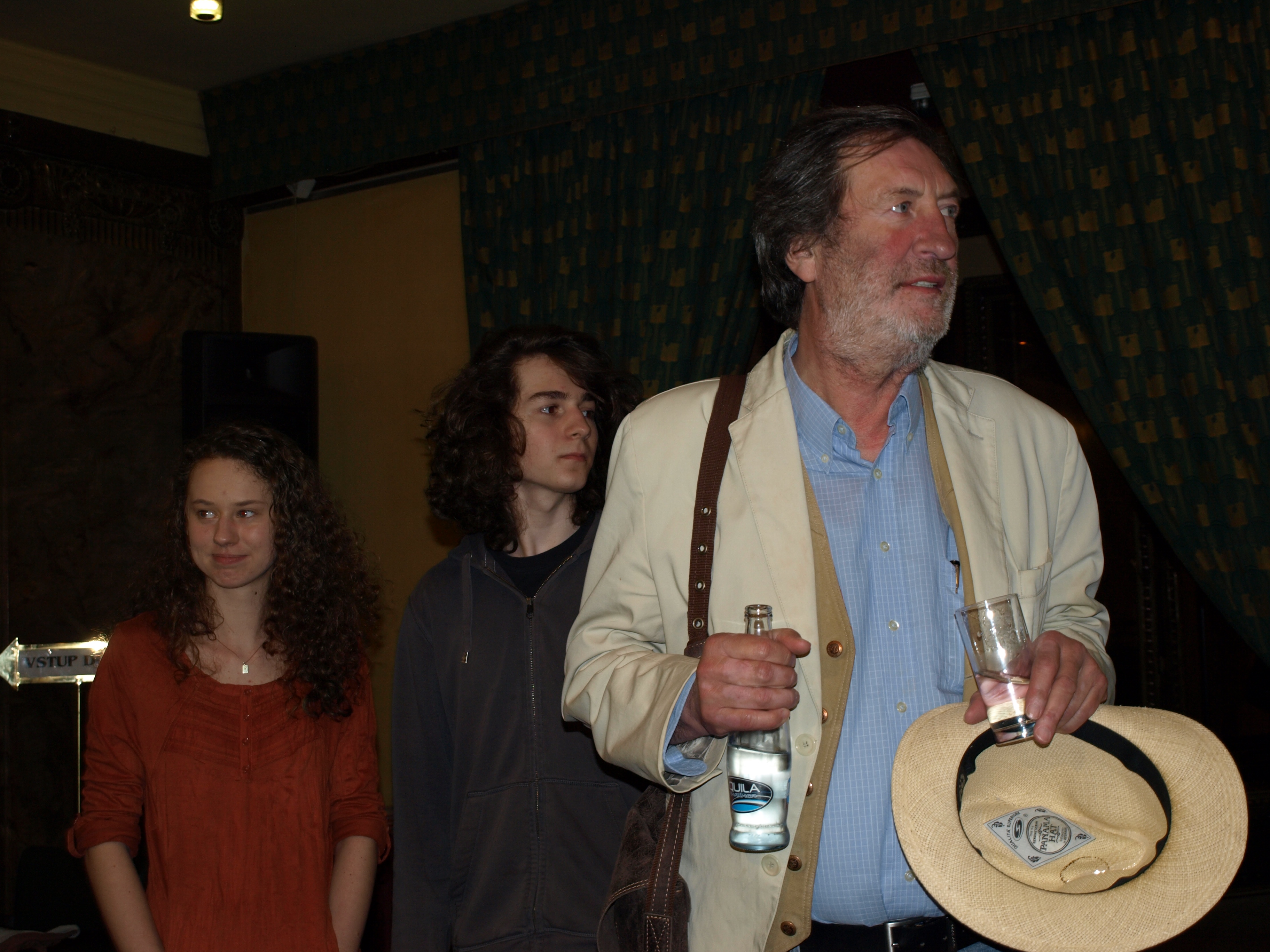
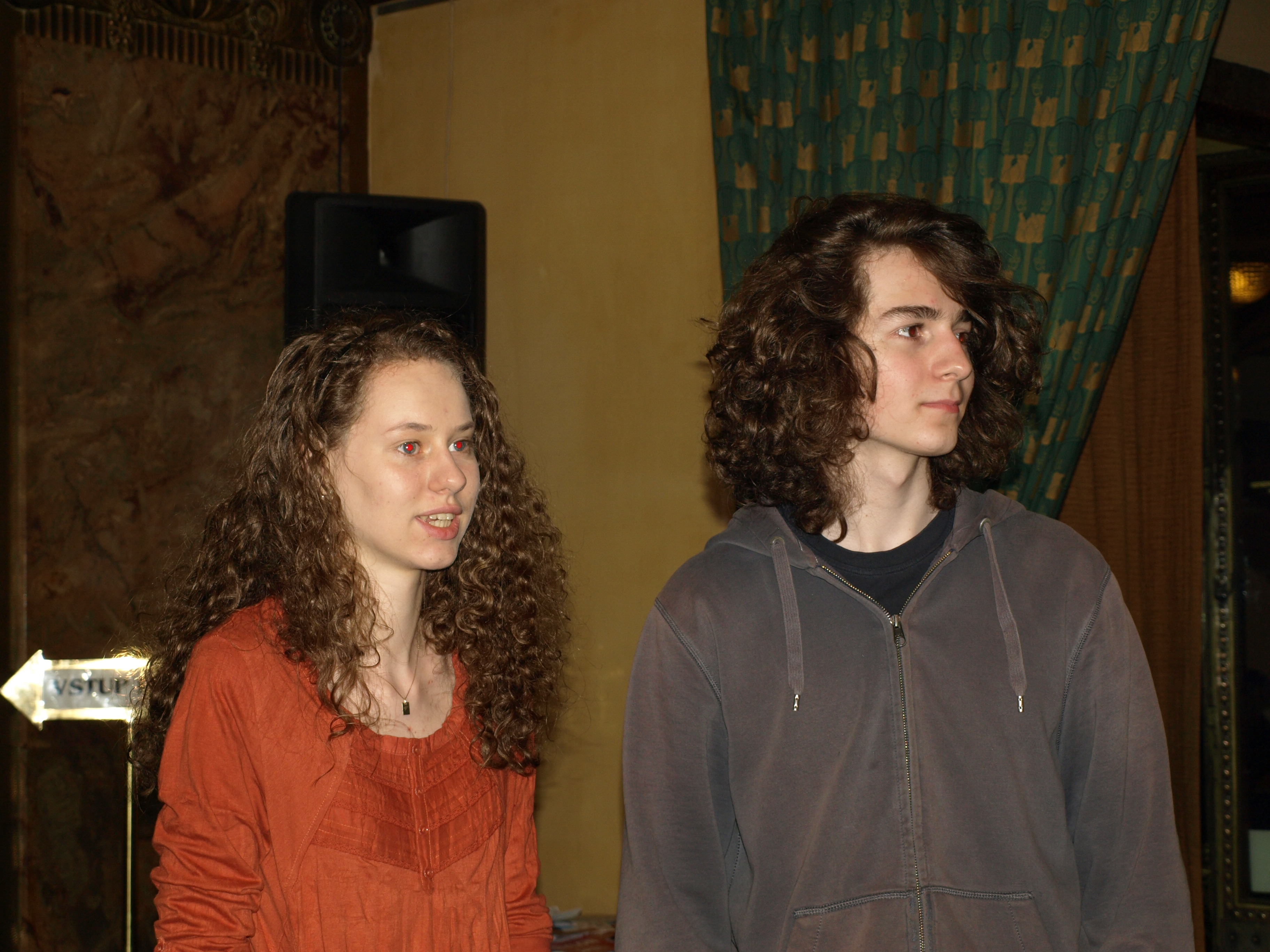
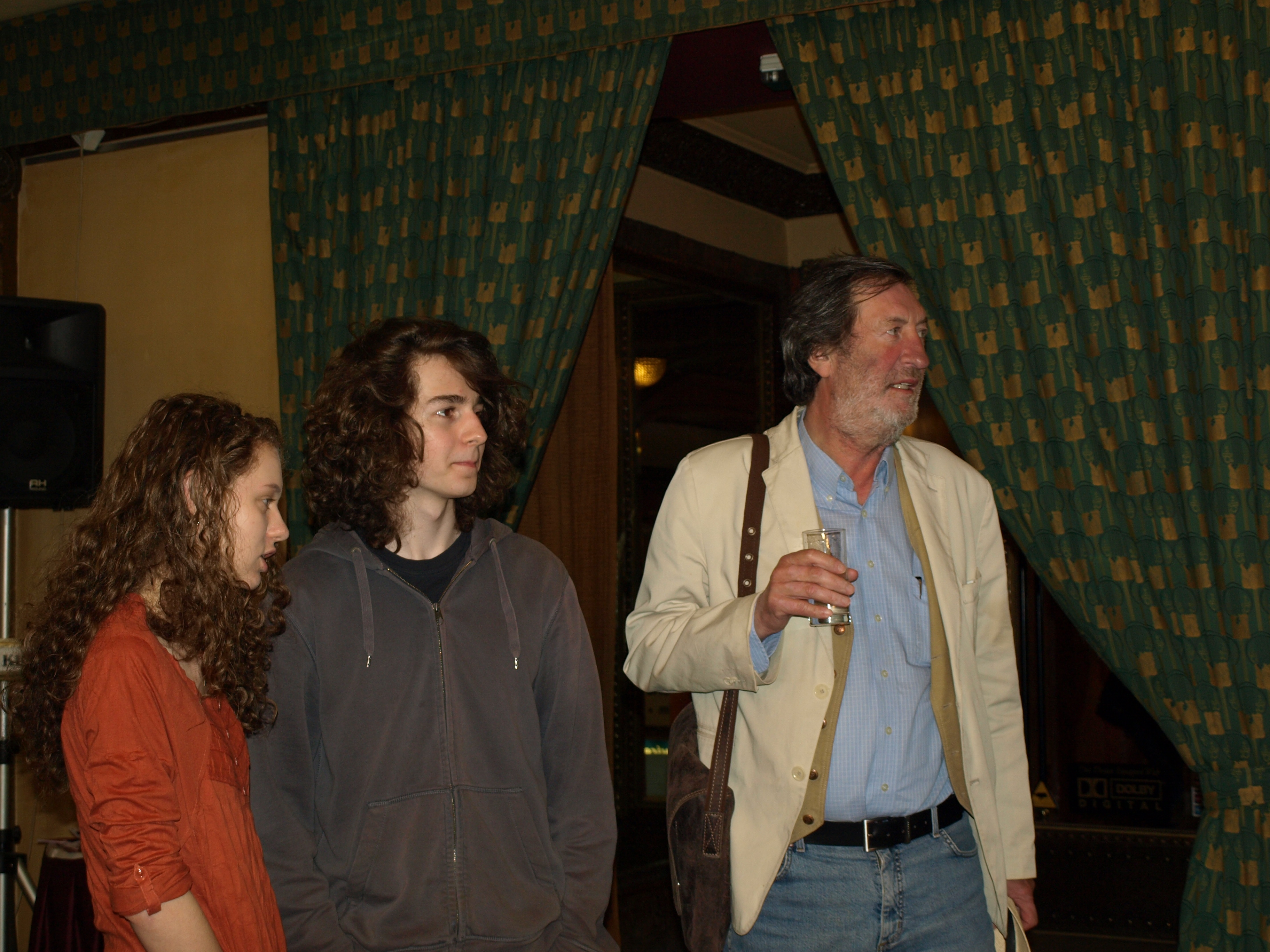

## Recenze
- Mirka Spáčilová, iDNES.cz 16. května 2013
- František Fuka, FFFilm 29. dubna 2013